# Pastorinhos de Fátima

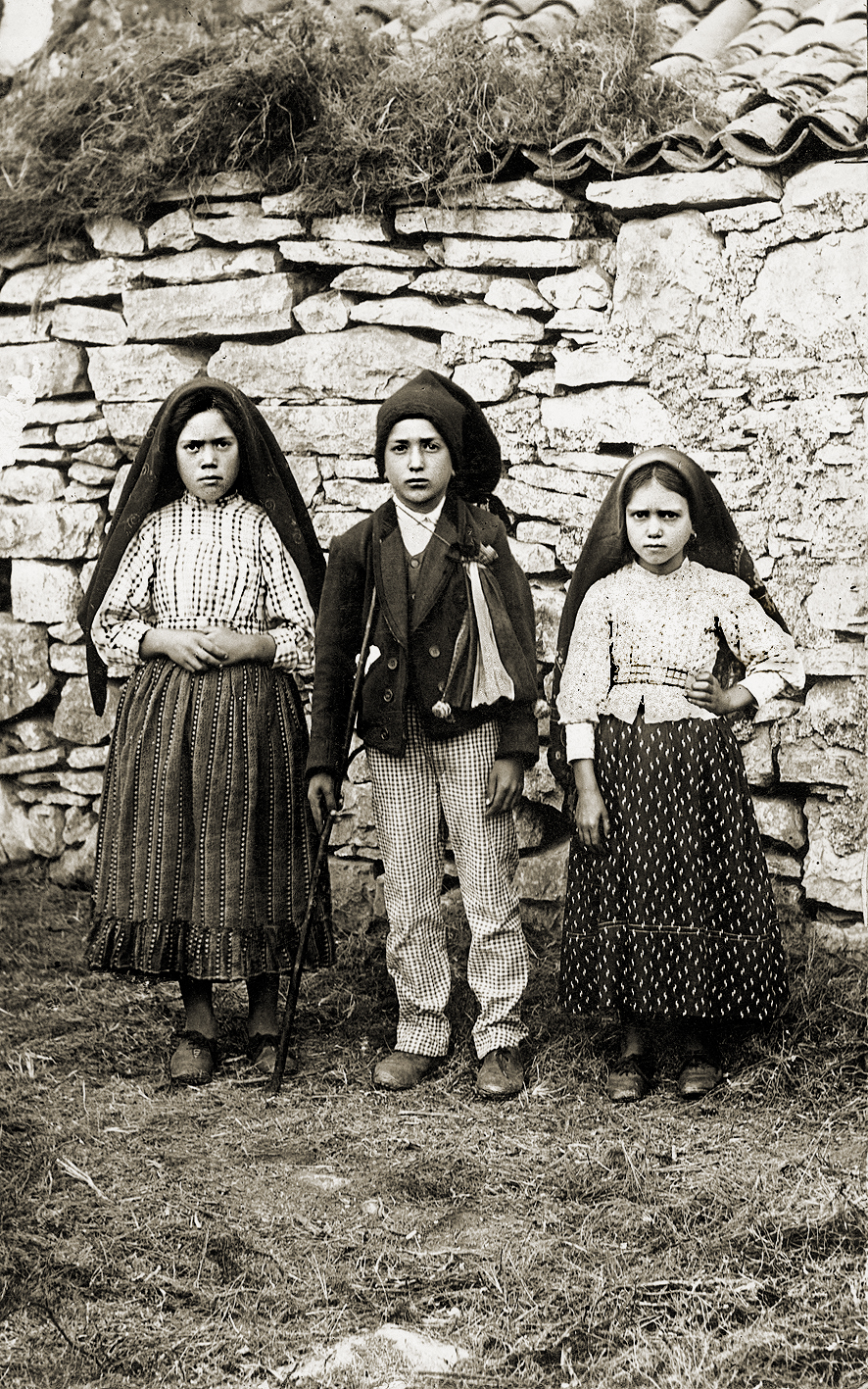
Lúcia dos Santos com os seus primos Francisco e Jacinta

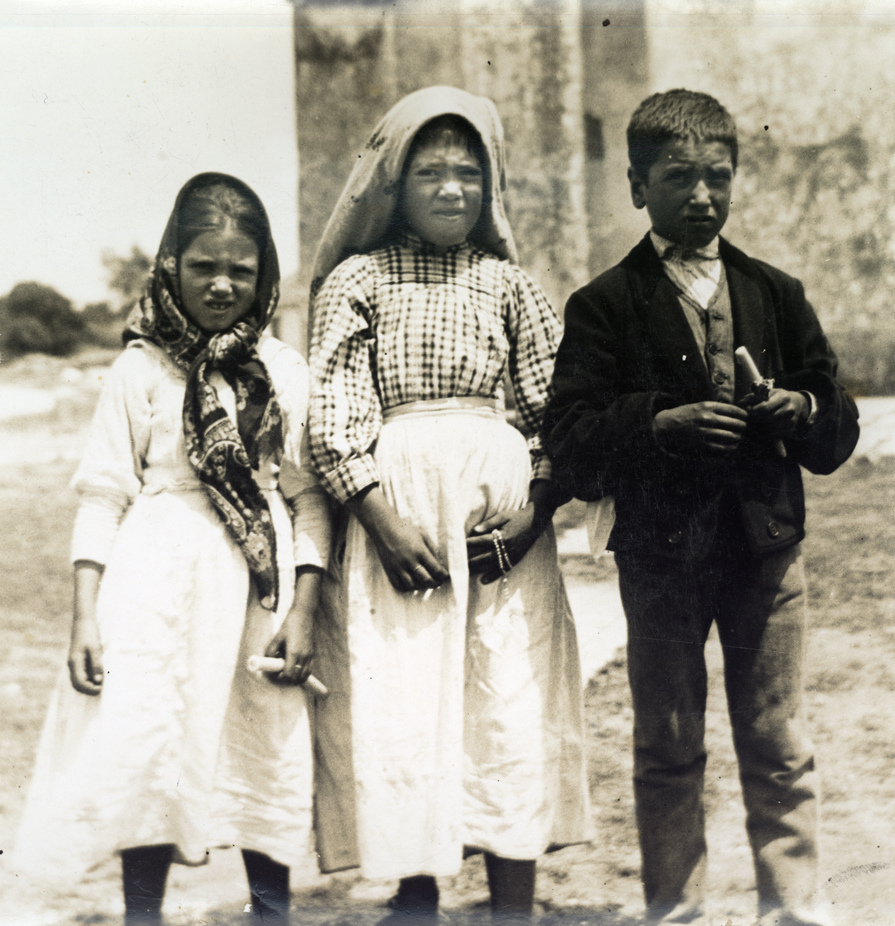
Lúcia dos Santos (aos dez anos de idade, no meio) e os seus dois primos: Francisco (de nove anos) e Jacinta Marto (de sete anos)

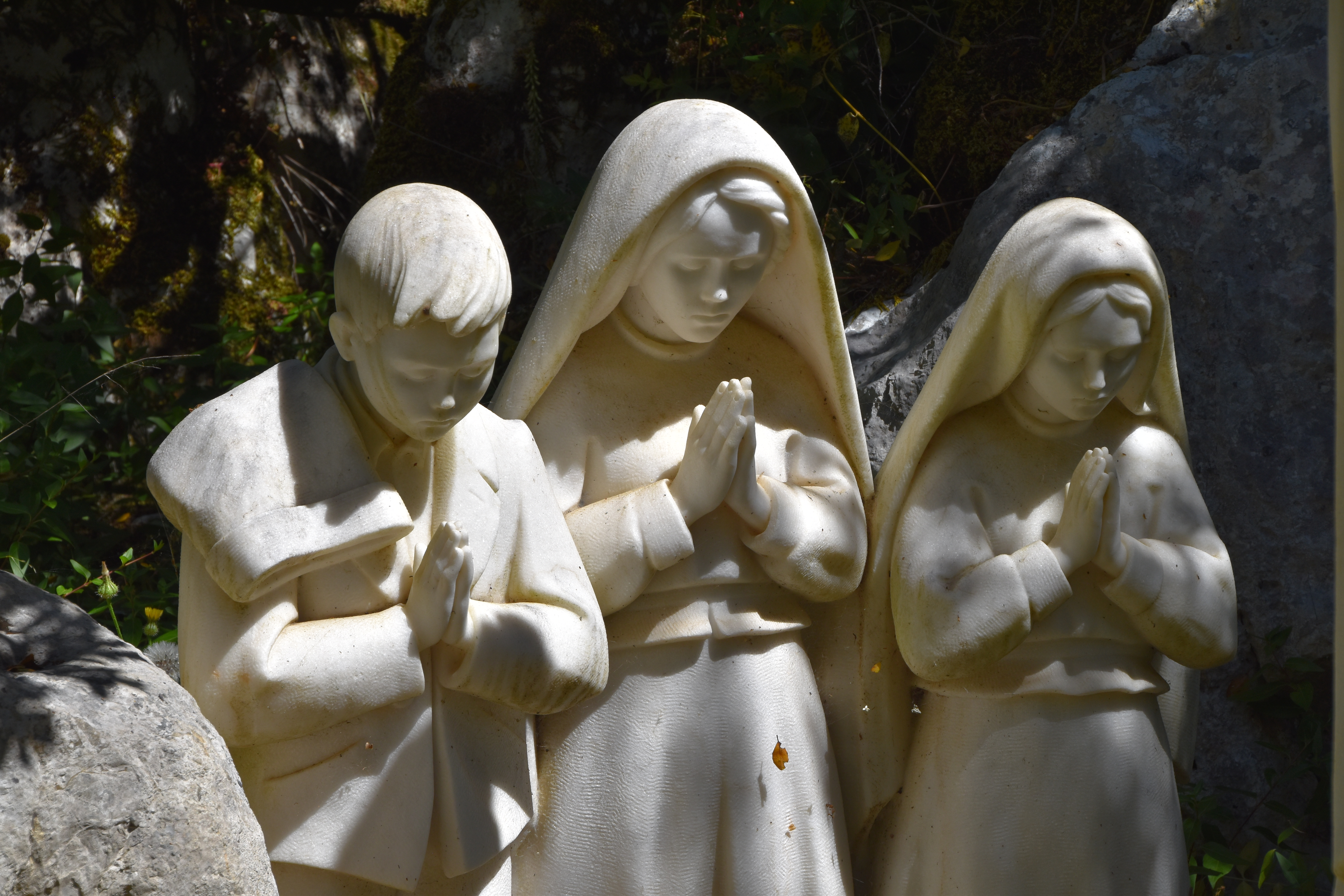
Estátuas dos três pastorinhos no monumento do Anjo da Paz

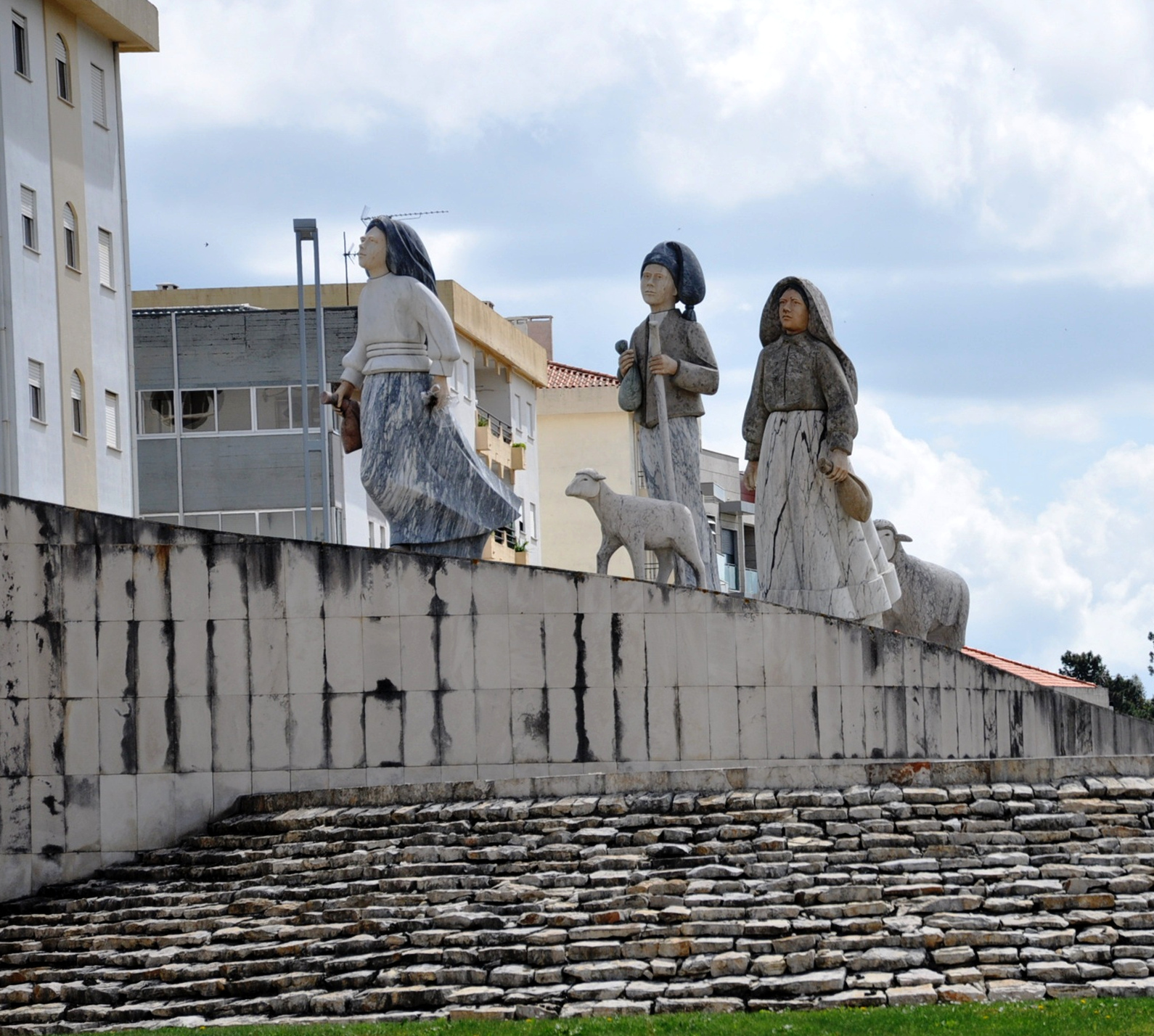
Rotunda-monumento dedicada aos três pastorinhos em Fátima

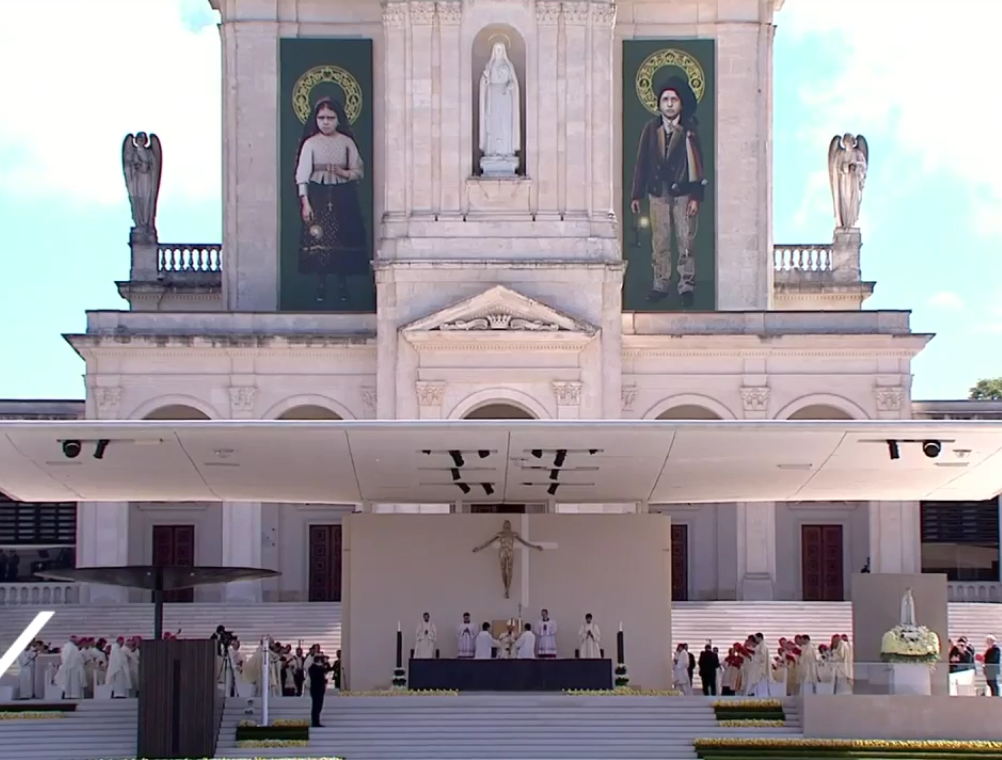
Missa solene da canonização de Francisco e Jacinta Marto

Pastorinhos de Fátima, também conhecidos como Os Três Pastorinhos, foram três crianças portuguesas que afirmaram ter testemunhado as aparições do Anjo de Portugal (ou da Paz) e da Virgem Maria ocorridas em Fátima entre 1916 e 1917.

## História
Os três pastorinhos eram Lúcia dos Santos, com dez anos na época das aparições, e os seus primos maternos Francisco Marto, com oito anos, e Jacinta Marto, com sete anos e ambos irmãos. As crianças nasceram e residiram na aldeia de Valinhos, pertencente à freguesia de Fátima.
Durante o ano de 1916, os três pastorinhos teriam testemunhado três aparições de um anjo que se identificou como o "Anjo da Paz" ou "Anjo de Portugal". Afirmaram ainda ter assistido em 1917 a seis aparições de Nossa Senhora, entre 13 de maio e 13 de outubro. O relato completo dessas aparições só foi tornado público em 1937 por Lúcia, na designada obra Memórias da Irmã Lúcia I. O texto definitivo das Orações do Anjo foi, posteriormente, publicado na obra Memórias da Irmã Lúcia II, escrita em 1941.

### Canonização
No dia 23 de março de 2017, ano das celebrações do centenário das aparições de Fátima, a Santa Sé anunciou que o Papa Francisco aprovou o milagre necessário para a canonização dos Beatos Francisco e Jacinta Marto, videntes de Fátima.
O milagre aprovado aconteceu com uma criança brasileira de Juranda chamada Lucas de seis anos que ficou em coma depois de uma queda de uma altura aproximada de 6,5 metros. A criança estava em casa dos avós, a brincar com uma irmã, quando caiu por acidente de uma janela, de cerca 6,5 metros de altura, sofrendo um grave traumatismo crânio-encefálico, com perda de massa encefálica. Lucas ficou em coma e foi operado e, segundo os médicos, caso sobrevivesse, viveria em estado vegetativo ou, na melhor das hipóteses, com graves deficiências cognitivas. Três dias após a queda, a criança recebeu alta, não sendo constatado qualquer dano neurológico ou cognitivo. A 2 de fevereiro de 2007, uma equipa médica consultada pelo Vaticano deu parecer positivo unânime sobre o caso, como "cura inexplicável do ponto de vista científico". No momento do acidente, consta que o pai da criança invocou Nossa Senhora de Fátima e os dois pequenos beatos e os familiares e uma comunidade de religiosas de clausura rezaram com insistência, pedindo a intercessão dos Pastorinhos de Fátima.
Os dois irmãos tinham sido beatificados pelo Papa João Paulo II, em Fátima, em 13 de maio de 2000, mas a sua canonização estava dependente da aprovação, pelo papa, do “milagre” anunciado pela Santa Sé, a 23 de março. No dia 13 de maio de 2017, durante as celebrações do centenário das Aparições, Francisco e Jacinta Marto foram canonizados pelo Papa Francisco no Santuário de Nossa Senhora de Fátima, com a presença de Lucas e seus pais.
A cidade de Fátima, em seu tributo, dedicou-lhes um imponente monumento, uma avenida e uma rotunda.